# Szőts Zoltán Oszkár
Szőts Zoltán Oszkár (Budapest, 1979. február 27. –) történész, szerkesztő-újságíró, kommunikációs
szakember.

## Életútja
Az ELTE Bölcsészettudományi Karán, történelem szakon végzett, majd ugyanitt, a Történelemtudományi Doktori Iskola Művelődéstörténeti Doktori Program keretében szerzett summa cum laude minősítésű tudományos (PhD) fokozatot 2018-ban. Doktori tanulmányai alatt alapító elnöke volt a Doktoranduszok Országos Szövetsége Történelem- és politikatudományi osztályának, valamint az ELTE BTK Doktorandusz Önkormányzatának. A 2014-ben indult Újkor.hu - A velünk élő történelem című online történelmi folyóirat főszerkesztő-társalapítója, rendszeres szerzője. 2023 óta a Zrínyi Kiadó marketingmenedzsere is.

### Kutatási területe
Az első világháború historiográfiája, a történettudomány története, 20. századi magyar történelem.

## Fontosabb művei[4]
- Szőts Zoltán Oszkár: Az első világháború az 1945 előtti magyar történetírásban: Nézőpontok, műfajok, intézmények. Pécs, Kronosz Kiadó, 2020. (ISBN: 9786156048653)
- Fodor Pál–Szőts Zoltán Oszkár–Varga Szabolcs (szerk.): Több mint egy csata. Mohács: Az 1526. évi ütközet a magyar tudományos és kulturális emlékezetben. Budapest, Magyar Tudományos Akadémia Bölcsészettudományi Kutatóközpont, 2019. (ISBN: 9789634161837)
- Czeferner Dóra–Szőts-Rajkó Kinga–Szőts Zoltán Oszkár (szerk.): Történészek története: Kutatók pályájukról, hivatásukról, eredményeikről. Budapest, Újkor Alapítvány–Fakultás Kiadó, 2018. (ISBN: 9786155848056)
- Szőts Zoltán Oszkár: Az Országos Széchényi Könyvtár egykori első világháborús gyűjteménye. Budapest: Bibliotheca Nationalis Hungariae; Gondolat Kiadó, 2014. 356 p (Nemzeti Téka) (ISBN:978 963 200 623 9)

## Kapcsolódó oldalak
- Újkor.hu